# Mp3tag
Mp3tag es un software gratis que permite editar metadatos de diversos formatos de archivo de audio para Microsoft Windows y Apple macOS.

## Características
- Editar etiquetas de archivo. Escribe comentarios en etiquetas ID3v1.1, ID3v2.3, ID3v2.4, MPEG-4, WMA, APEv2 y Vorbis en diversos archivos a la vez.[1]
- Compatibilidad Unicode total.
- Compatible con inserción de carátulas de álbumes.
- Crea listas de reproducción automáticamente.
- Soporte para subcarpetas.
- Mapeo de campos definidos por el usuario.
- Capacidad de eliminar parcial o totalmente las etiquetas de varios archivos.
- Renombrar los archivos según la información de etiqueta.
- Importa etiquetas de nombres de archivo y archivos de texto.
- Etiquetas de formato y nombres de archivos.
- Reemplaza las palabras o caracteres por etiquetas y nombres de archivo.
- Expresiones regulares.
- Exporta información de etiquetas a formatos elegidos (por ejemplo, HTML, RTF, CSV, XML y TXT).
- Importa información de bases de datos en línea como freedb, discogs, MusicBrainz o Amazon (también por búsqueda de texto).
- Importa información de etiquetas desde bases de datos locales.
- Compatible con ID3v2.3 (ISO-8859-1 y UTF-16) y ID3v2.4 con UTF-8.

Incluye compatibilidad con los siguientes formatos de audio:
- Codificación de audio avanzada (.aac)
- Códec de sonido Apple Lossless (.alac)
- Formato de archivo de intercambio de audio (.aif/.aifc/.aiff)
- Sonido digital directo (.dsf)
- Códec de sonido Lossless libre (.flac)
- Matroska (.mka/.mkv)
- Monkey's Audio (.ape)
- MP3 (.Mp3)
- MPEG-4 (.mp4/.m4un/.m4b/.m4v)
- Musepack (.mpc)
- Ogg de Vorbis (.ogg)
- IETF Opus (.opus)
- OptimFROG (.ofr/.ofs)
- Speex (.spx)
- Tom's Audio Kompressor (.tak)
- True Audio (.tta)
- Windows Media Auto (.wma)
- WavPack (.wv)
- WAV (.wav)

## Ejemplo
A continuación se muestra un ejemplo de una lista de reproducción M3U para el álbum «Jar of flies» de «Alice in Chains» creada por Mp3tag con los siguientes ajustes de opciones personalizados:
- formato de la lista de reproducción = "%artist% - %title%"
- formato de nombre de archivo = "%artist%_%album%_00_Playlist.m3u"
- etiqueta para formato de conversión = "%artist%_%album%_$num(%track%,2)_%title%"

```
#EXTM3U
#EXTINF:419,[[Alice in Chains]] - Rotten Apple
Alice in Chains_[[Jar of Flies]]_01_Rotten Apple.mp3
#EXTINF:260,Alice in Chains - [[Nutshell (song)|Nutshell]]
Alice in Chains_Jar of Flies_02_Nutshell.mp3
#EXTINF:255,Alice in Chains - [[I Stay Away]]
Alice in Chains_Jar of Flies_03_I Stay Away.mp3
#EXTINF:256,Alice in Chains - [[No Excuses]]
Alice in Chains_Jar of Flies_04_No Excuses.mp3
#EXTINF:157,Alice in Chains - Whale And Wasp
Alice in Chains_Jar of Flies_05_Whale And Wasp.mp3
#EXTINF:263,Alice in Chains - [[Don't Follow]]
Alice in Chains_Jar of Flies_06_Don't Follow.mp3
#EXTINF:245,Alice in Chains - Swing On This
Alice in Chains_Jar of Flies_07_Swing On This.mp3

```